# Ferrari GTC4Lusso
La Ferrari GTC4Lusso è un'automobile sportiva shooting-brake ad alte prestazioni sviluppata dalla casa automobilistica italiana Ferrari e prodotta dal 2016 al 2020.

## Nome
Il nome GTC e alcuni dettagli esterni, come gli sfoghi d'aria laterali, ricordano la 330 GTC e da cui riprende anche la denominazione, 4 identifica omologazione dei posti a sedere e la dicitura Lusso si rifà ad alcune rosse degli anni 60 come la 250 GT Lusso, 250 GT Berlinetta Lusso (o 250 GTL) e la 330 GT 2+2.

## Contesto
Modello che si colloca nella fascia delle granturismo a quattro posti, è stata lanciata l'8 febbraio 2016, prima della sua prima mondiale al Salone dell'automobile di Ginevra del marzo 2016. Come la precedente Ferrari FF che va a sostituire nella gamma, la GTC4Lusso è una shooting-brake tre porte con quattro ruote motrici spinta da un motore V12 da 6,3 litri collocato in posizione anteriore-centrale.

## Design

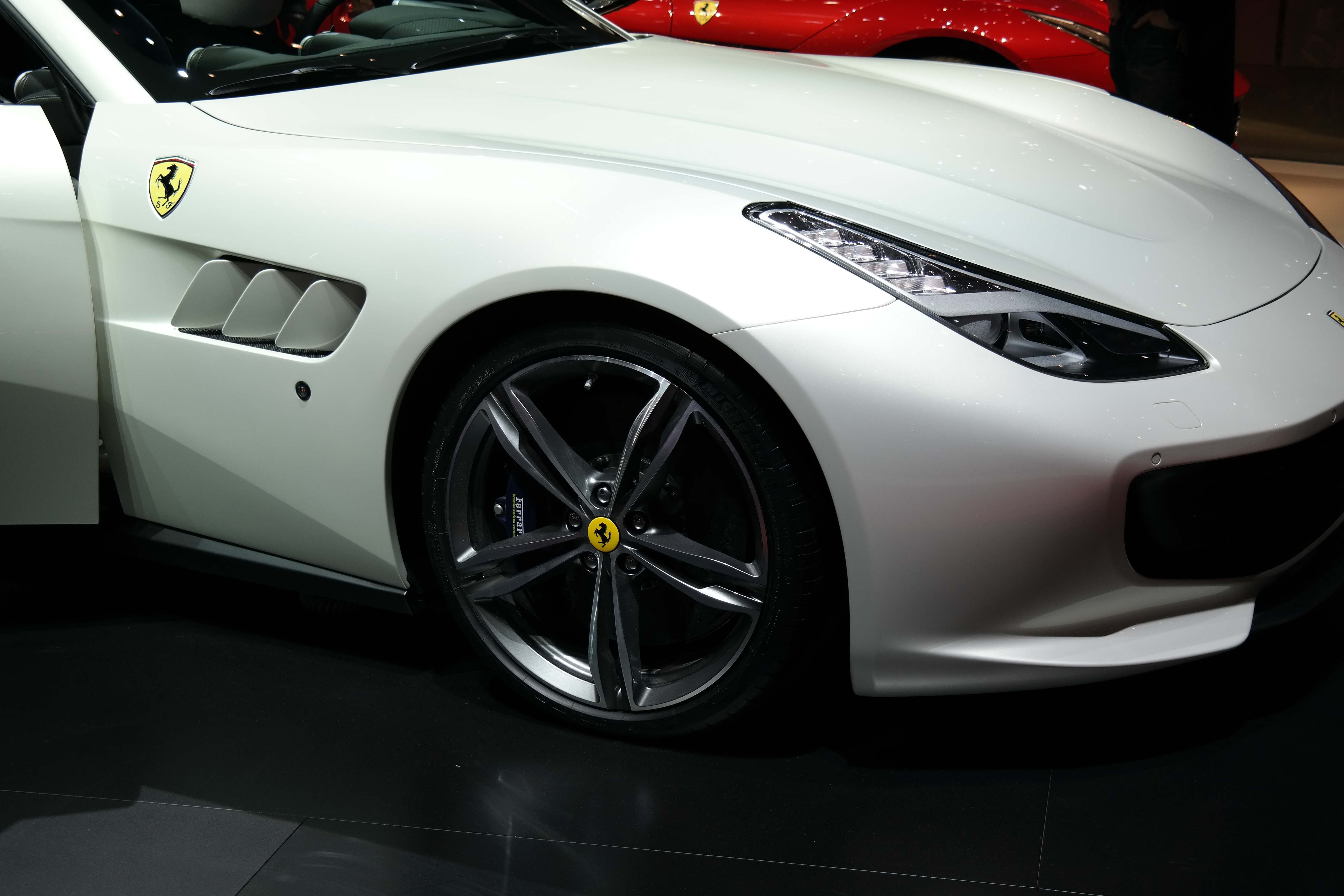
Dettaglio laterale di una GTC4; notare la "branchia" laterale che richiama le vecchie Ferrari GTC

La vettura ha uno stile esterno con un'impostazione simile alla vettura che sostituisce. Il posteriore è caratterizzato dalle quattro luci circolari Ferrari, visti per l'ultima volta sulla Ferrari F430, che al loro interno a sua volta contengono una doppia corona di LED; gli interni presentano un posto di guida e i restanti tre posti singoli separati dal tunnel centrale, con un piccolo display sul lato passeggero anteriore che riporta le informazioni principali del veicolo come velocità e giri motore.
La parte anteriore del veicolo presenta una calandra con presa d'aria singola a tre listelli orizzontali cromati dove spicca lo stemma del cavallino, che fornisce un raffreddamento maggiore dando allo stesso tempo un aspetto più aggressivo all'auto.
La vettura modenese è sostanzialmente un ulteriore affinamento della linea della FF, ove presenta una carrozzeria crossover mischiando varie tipologia di essa, reinterpretando il concetto di shooting-brake con un'estetica da coupé, con una forma affusolata estremamente aerodinamica dei lamierati che conferisce una silhouette quasi da fastback.

## Specifiche tecniche

### GTC4Lusso
La GTC4Lusso ha un motore da 6.262 cm³ denominato "Ferrari F140 ED" con architettura V12 a 65° ed eroga 690 CV a 8 000 giri al minuto, molto di più che sulla FF, grazie ad un rapporto di compressione elevato a 13,5:1.
La coppia massima è di 697 N·m a 5 750 giri/min. La velocità massima è di 335 km/h, invariata rispetto alla FF, mentre l'accelerazione scende di 0,3 secondi arrivando a 3,4 secondi.
La vettura utilizza una versione migliorata ed evoluta del sistema di trazione integrale brevettato della Ferrari introdotto sulla FF denominato 4RM Evo, ma con la GTC4Lusso debutta anche un sistema integrato a quattro ruote sterzanti chiamato 4RM-S.

### GTC4Lusso T
Al salone di Parigi del 2016, la Ferrari ha presentato la GTC4Lusso T. Questa vettura prende in prestito il noto motore Ferrari F154 biturbo V8 con cilindrata di 3,9 litri (3.855 cm³) della 488 GTB. Sulla GTC4Lusso T il motore eroga 610 CV/449 kW a 7.500 giri/min con una coppia di 760 Nm tra i 3.000 e 5.250 giri al minuto. Secondo il costruttore la vettura può raggiungere una velocità massima di oltre 320 km/h e di accelerare da 0 a 100 km/h in 3,5 secondi. Rispetto alle versioni con il V12 in cui la potenza si scarica sulle quattro ruote motrici, la V8 è solo a trazione posteriore, pur mantenendo il sistema con quattro ruote sterzanti denominato 4RM-S.